# Кубок Стенлі
Ку́бок Сте́нлі (англ. The Stanley Cup, фр. La Coupe Stanley) — престижний турнір у північноамериканському хокеї з шайбою, а також трофей під тією ж назвою.
Кубок Стенлі розігрується щороку між командами Національної хокейної ліги за системою з вибуванням. Перший розіграш кубку відбувся в 1893 році.

## Історія
Кубок Стенлі, спочатку мав вигляд декоративної чаші, яку купив за 10 гіней ($ 48,67) генерал-губернатор Канади Фредерік Артур Стенлі, в 1892 році в Лондоні. Спочатку приз вручався кращій аматорський команді Канади.
Спочатку лорд Стенлі ввів кілька правил вручення Кубка:
- Кубок також був призом для переможця ліги, в якій виступала команда-чемпіон.
- Кубок не стає власністю команди-чемпіона.
- Опікуни Кубка мають право останнього слова в будь-якій суперечці, пов'язаному з врученням Кубка.
- Претенденти на володіння Кубком повинні виграти чемпіонат своєї ліги.
- Серії матчів за володіння Кубком Стенлі повинні складатися з одно-, дво-, або триматчеву серію за взаємною домовленістю претендентів. Всі матчі повинні були проходити на домашніх аренах претендентів, хоча дату і час матчів мали право призначати опікуни Кубка.
- Виручка від продажу квитків на матчі повинні порівну розподілятися між командами-претендентами.
- Ліга не може претендувати на Кубок двічі за сезон.
- Команда-чемпіон зобов'язана повернути Кубок піклувальникам в хорошому стані і тоді, коли вони цього зажадають.
- Команда-чемпіон має право додати на срібне коло Кубка пам'ятний напис про свою перемогу.

### Ранні роки

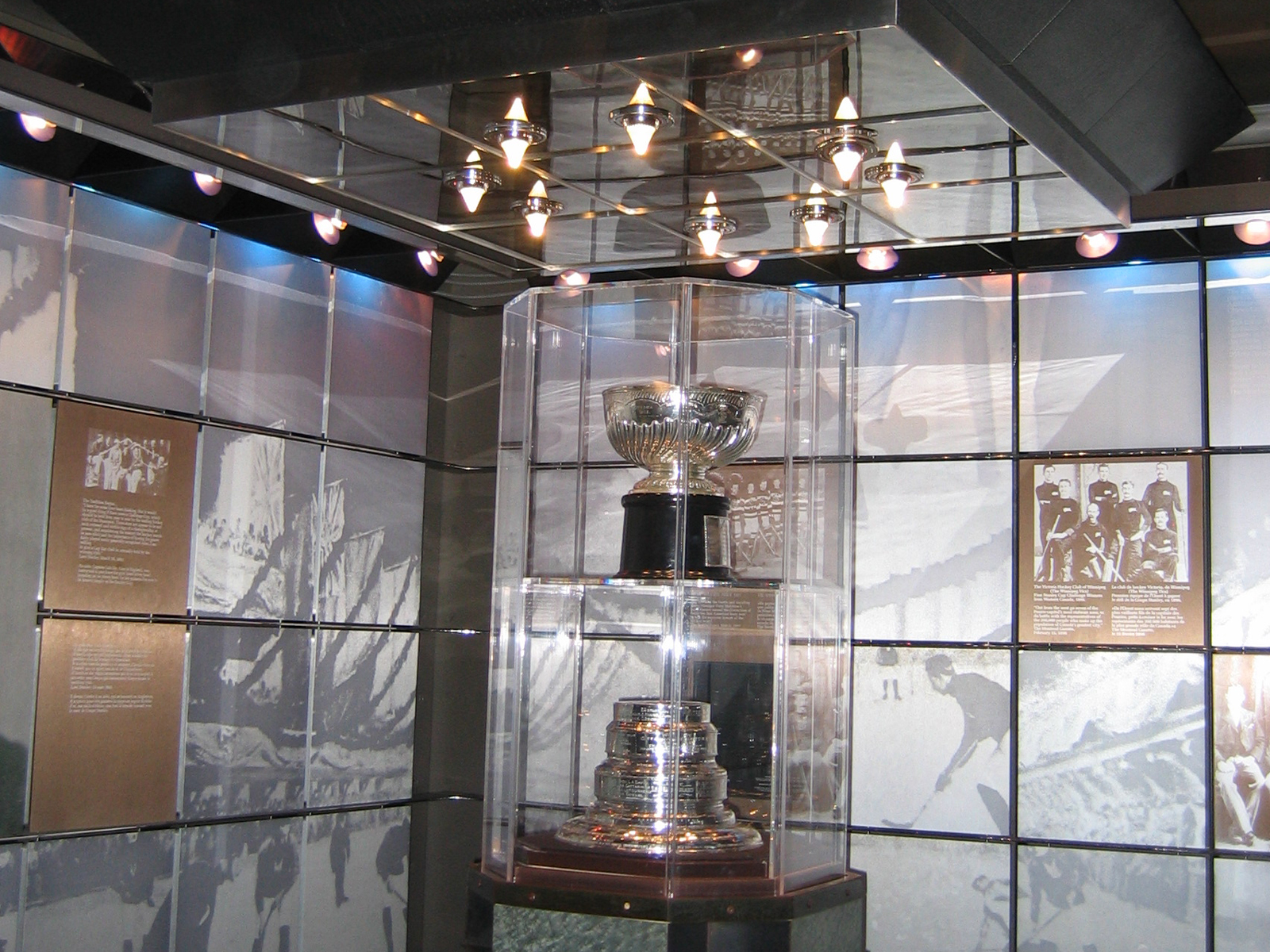
Оригінальний Кубок Стенлі

Вперше Кубок Стенлі був вручений команді «Монреаль ААА» (англ.  Montreal Amateur Athletic Association) 1893 року, чемпіону Аматорської хокейної асоціації Канади (англ.  Amateur Hockey Association of Canada), найсильнішій в той час хокейній лізі. Причому стадії плей-оф в тому році не проводилося, так як «монреальці» по ходу сезону впевнено обіграли всіх своїх суперників.
Перша гра плей-оф Кубка Стенлі відбулася в наступному сезоні 17 березня 1894 року. 22 березня «Монреаль ААА» з рахунком 3:1 переграв суперників з «Оттави Дженералс» (англ.  Ottawa Generals) і повторно стали володарем «Срібної чаші».
У наступному сезоні титул чемпіонів Аматорської хокейної асоціації виграла команда «Монреаль Вікторіс» (англ.  Montreal Victorias). Вона повинна була грати фінальний матч зі студентською командою Королівського університету, Кінгстон. Втім, «Вікторіс» віддали перевагу фіналу виставкову гру в Нью-Йорку, тому піклувальниками Кубка було прийнято рішення виставити проти студентів торішнього володаря Кубка Стенлі - «Монреаль ААА». Якщо «ААА» вигравали у студентів, то в цьому випадку вони зобов'язувалися передати Кубок своїм землякам - клубу «Вікторіс». У підсумку так і сталося - монреальці виграли своєрідний «півфінал» з рахунком 5:1, але на «Срібної чаші» було вигравірувано назва іншого клубу - «Монреаль Вікторіс».
З 1908 року на цей приз могли претендувати тільки професіонали. З 1927 року кубок — головний приз НХЛ: до цього розігрувався переможцями декількох професійних чемпіонатів.

### Кубок Стенлі сьогодні
Гравцям видається копія, виготовлена ювеліром Карлом Петерсоном в 1964 році.
Сучасний Кубок Стенлі з копією оригінальної чаші на вершині, зроблений зі сплаву срібла і нікелю. Його висота 89.54 сантиметрів, а вага - 15.5 кілограмів.
Після розширення НХЛ в 1970-х роках Кубок Стенлі розігрують 16 кращих команд регулярного сезону НХЛ в серіях до чотирьох перемог. Проте в число 16 найсильніших клубів не обов'язково потрапляють 16 кращих за очками команд.
До 1993 року НХЛ була розбита на 4 дивізіони по 5-6 клубів в кожному. З кожного дивізіону в плей-оф виходили по чотири клуби. Команди спочатку визначали чемпіона дивізіону, потім - конференції, і тільки після цього розігрувався Кубок Стенлі.
З середини 1990-х років, після розширення Ліги, клуби розбиті на 6 дивізіонів і дві конференції, а в плей-оф виходять по вісім клубів з кожної конференції, причому переможці дивізіонів виходять в плей-оф за будь-якого розкладу і «сіються» в трійці кращих незалежно від набраних очок.
З сезону 2012—13 ліга скоротила кількість дивізіонів до чотирьох, два дивізіони в «Західній конференції» (8 команд в тихоокеанському дивізіоні, 7 - в центральному), і два в «Східній конференції» (по 8 команд у кожному). У плей-оф виходять по три кращі команди з кожного дивізіону плюс ще дві з кожної конференції добираються за очками.

## Список команд, які вигравали Кубок Стенлі
| Перемоги | Команда             | Участь в фіналі | Поразки | % перемог | Роки участі в фіналі |
| -------- | ------------------- | --------------- | ------- | --------- | --- |
| 24       | Монреаль Канадієнс  | 35              | 10      | 70,2      | 1916, 1917, 1919, 1924, 1925, 1930, 1931, 1944, 1946, 1947, 1951, 1952, 1953, 1954, 1955, 1956, 1957, 1958, 1959, 1960, 1965, 1966, 1967, 1968, 1969, 1971, 1973, 1976, 1977, 1978, 1979, 1986, 1989, 1993, 2021 |
| 13       | Торонто Мейпл Ліфс  | 21              | 8       | 61,9      | 1918, 1922, 1932, 1933, 1935, 1936, 1938, 1939, 1940, 1942, 1945, 1947, 1948, 1949, 1951, 1959, 1960, 1962, 1963, 1964, 1967                                                                                     |
| 11       | Детройт Ред-Вінгс   | 24              | 13      | 45,8      | 1934, 1936, 1937, 1941, 1942, 1943, 1945, 1948, 1949, 1950, 1952, 1954, 1955, 1956, 1961, 1963, 1964, 1966, 1995, 1997, 1998, 2002, 2008, 2009                                                                   |
| 6        | Бостон Брюїнс       | 20              | 14      | 30        | 1927, 1929, 1930, 1939, 1941, 1943, 1946, 1953, 1957, 1958, 1970, 1972, 1974, 1977, 1978, 1988, 1990, 2011, 2013, 2019                                                                                           |
| 6        | Чикаго Блекгокс     | 13              | 7       | 36,4      | 1931, 1934, 1938, 1944, 1961, 1962, 1965, 1971, 1973, 1992, 2010, 2013, 2015 |
| 5        | Едмонтон Ойлерс     | 9               | 4       | 69,23     | 1983, 1984, 1985, 1987, 1988, 1990, 2006, 2024, 2025 |
| 5        | Піттсбург Пінгвінс  | 6               | 1       | 85,71     | 1991, 1992, 2008, 2009, 2016, 2017 |
| 4        | Нью-Йорк Рейнджерс  | 11              | 7       | 45,0      | 1928, 1929, 1932, 1933, 1937, 1940, 1950, 1972, 1979, 1994, 2014 |
| 4        | Нью-Йорк Айлендерс  | 5               | 1       | 85,71     | 1980, 1981, 1982, 1983, 1984 |
| 3        | Нью-Джерсі Девілс   | 5               | 2       | 71,43     | 1995, 2000, 2001, 2003, 2012 |
| 3        | Колорадо Аваланч    | 3               | 0       | 100       | 1996, 2001, 2022 |
| 3        | Тампа-Бей Лайтнінг  | 5               | 2       | 71,43     | 2004, 2015, 2020, 2021, 2022 |
| 2        | Філадельфія Флаєрс  | 8               | 6       | 25,0      | 1974, 1975, 1976, 1980, 1985, 1987, 1997, 2010 |
| 2        | Лос-Анджелес Кінгс  | 3               | 1       | 66,67     | 1993, 2012, 2014 |
| 2        | Флорида Пантерс     | 4               | 2       | 50,0      | 1996, 2023, 2024, 2025 |
| 1        | Даллас Старс        | 5               | 4       | 25,0      | 1981, 1991, 1999, 2000, 2020 |
| 1        | Калгарі Флеймс      | 3               | 2       | 33,3      | 1986, 1989, 2004 |
| 1        | Сент-Луїс Блюз      | 4               | 3       | 25,0      | 1968, 1969, 1970, 2019 |
| 1        | Анахайм Дакс        | 2               | 1       | 50,0      | 2003, 2007 |
| 1        | Кароліна Гаррікейнс | 2               | 1       | 50,0      | 2002, 2006 |
| 1        | Вашингтон Кепіталс  | 2               | 1       | 50,0      | 1998, 2018 |
| 1        | Вегас Голден Найтс  | 2               | 1       | 50,0      | 2018, 2023 |
| 0        | Ванкувер Канакс     | 3               | 3       | 0         | 1982, 1994, 2011 |
| 0        | Баффало Сейбрс      | 2               | 2       | 0         | 1975, 1999 |
| 0        | Оттава Сенаторс     | 1               | 1       | 0         | 2007 |
| 0        | Сан-Хосе Шаркс      | 1               | 1       | 0         | 2016 |
| 0        | Нашвілл Предаторс   | 1               | 1       | 0         | 2017 |